# Château-l’Hermitage
Château-l’Hermitage ist eine französische Gemeinde mit 255 Einwohnern (Stand 1. Januar 2022) im Département Sarthe in der Region Pays de la Loire. Sie gehört zum Arrondissement La Flèche und zum Kanton Le Lude (bis 2015: Kanton Pontvallain). Die Bewohner nennen sich Castéliens.

## Geographie
Château-l’Hermitage liegt etwa 22 Kilometer südlich von Le Mans. Umgeben wird Château-l’Hermitage von den Nachbargemeinden Saint-Ouen-en-Belin im Norden, Saint-Biez-en-Belin im Nordosten, Pontvallain im Süden und Osten, Requeil im Südwesten sowie Yvré-le-Pôlin im Nordwesten.

## Bevölkerungsentwicklung
| 1962                      | 1968 | 1975 | 1982 | 1990 | 1999 | 2006 | 2013 |
| ------------------------- | ---- | ---- | ---- | ---- | ---- | ---- | ---- |
| 91                        | 77   | 66   | 102  | 106  | 118  | 197  | 274  |
| Quelle: Cassini und INSEE |      |      |      |      |      |      |      |

## Sehenswürdigkeiten
- Priorei und Kirche Saint-Étienne aus dem 12./13. Jahrhundert, Umbauten aus dem 17. und 20. Jahrhundert, Monument historique

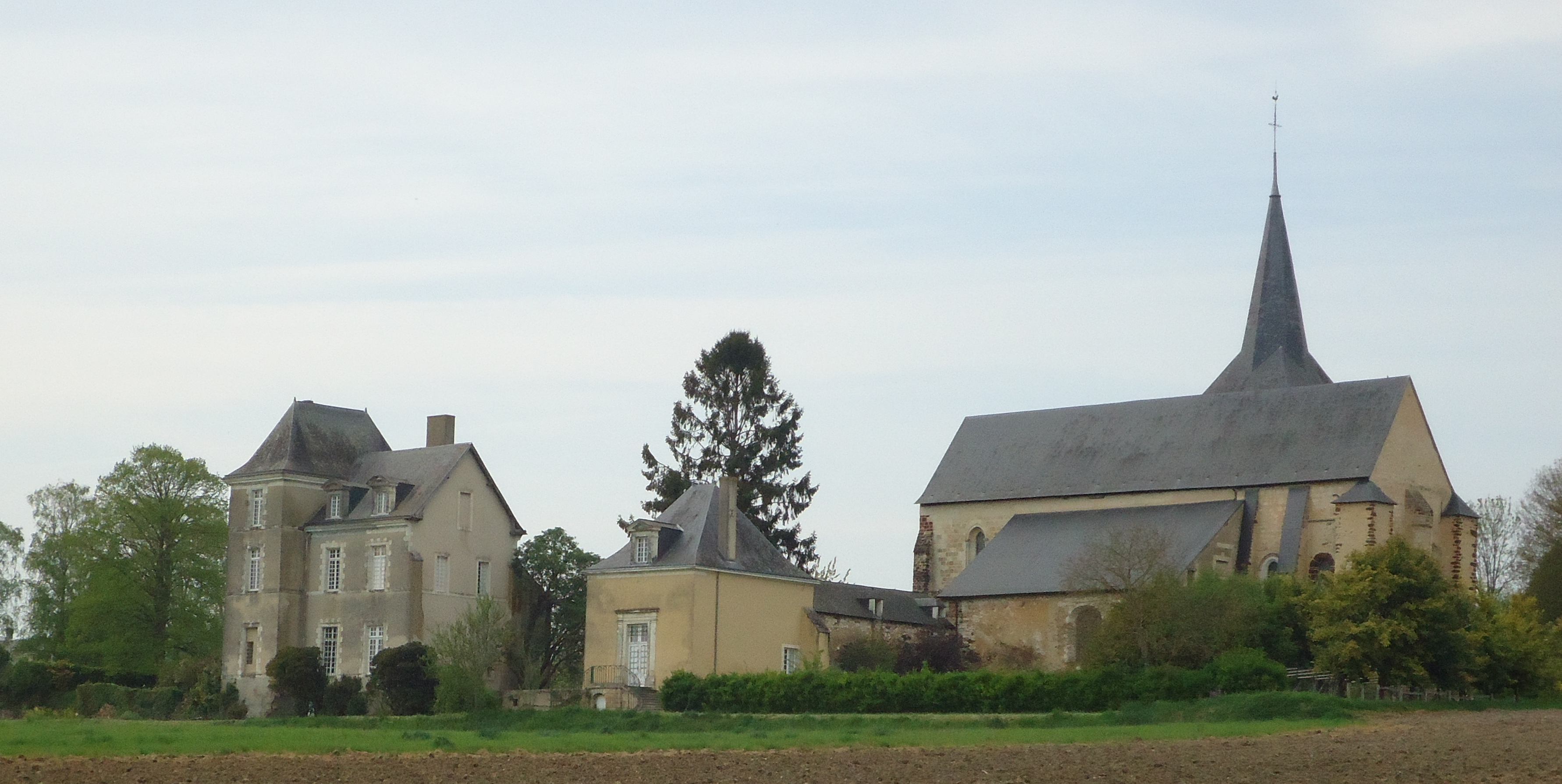
Frühere Priorei
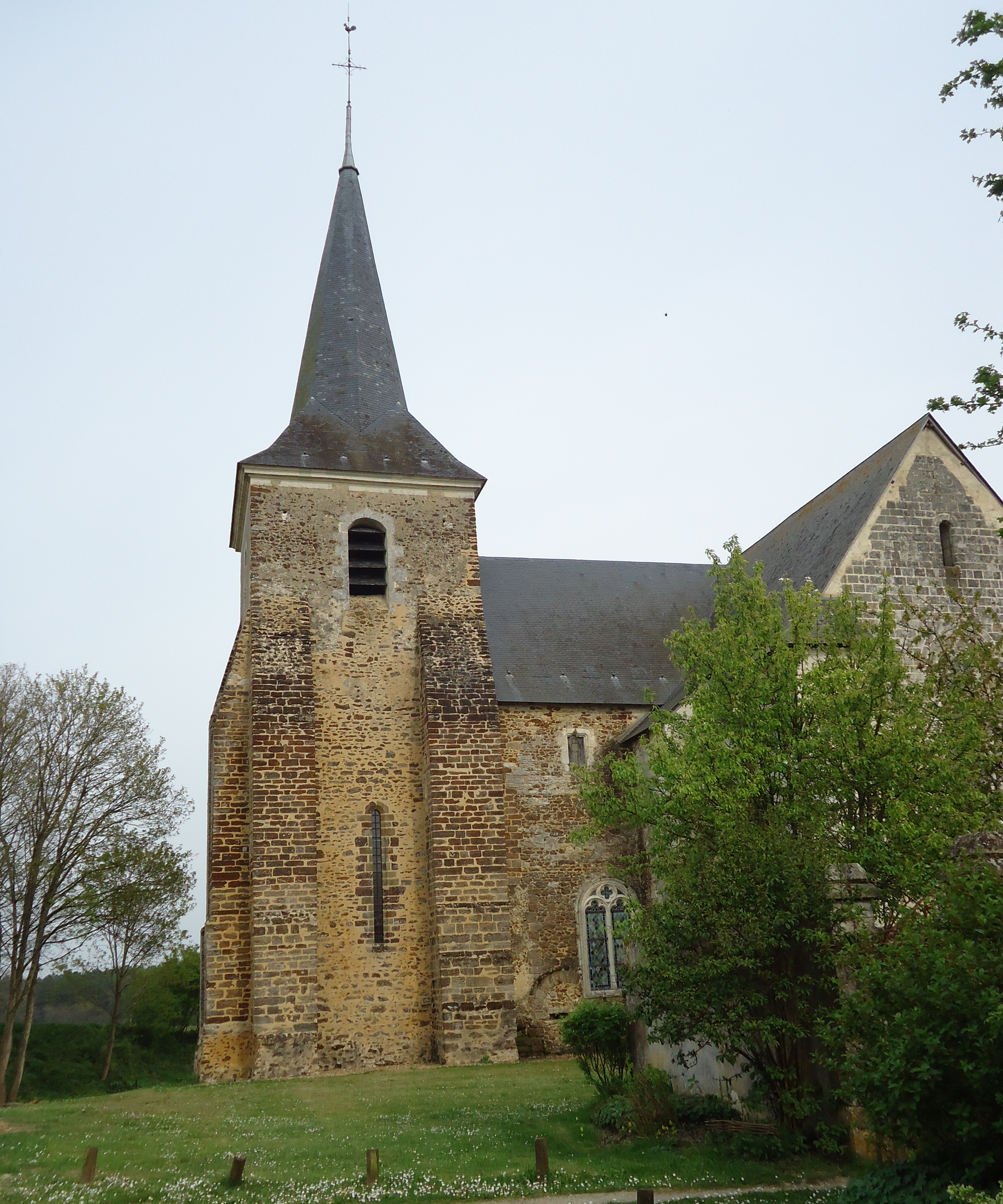
Kapelle der Priorei und heutige Kirche Saint-Étienne

## Gemeindepartnerschaft
Mit der deutschen Gemeinde Visbek in Niedersachsen besteht seit 1988 (über den früheren Kanton Pontvallain) eine Partnerschaft.